# Union démocratique pour un Bénin nouveau
L’Union démocratique pour un Bénin nouveau (UDBN) est un parti politique béninois créé en 2010 par Claudine Prudencio, ancienne ministre de l'Artisanat et du Tourisme et ancienne députée à l'Assemblée nationale, sous le nom d'Union pour le développement d’un Bénin nouveau. Il prend son nom actuel en 2020. Le 16 décembre 2023 le parti change ses attributs à la faveur d’un congrès extraordinaire et devient Renaissance Nationale (RN)

## Histoire

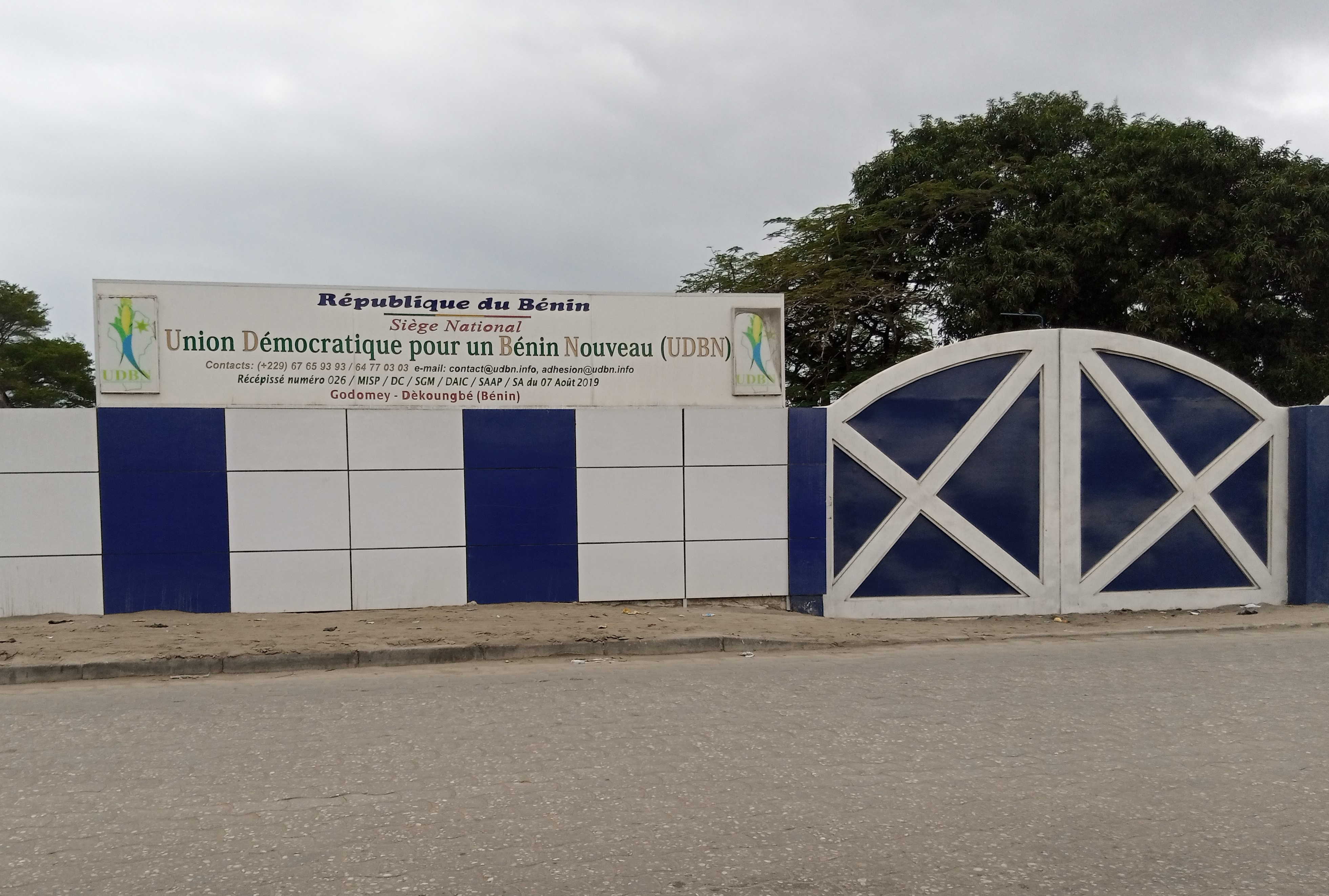
Entrée du siège du parti UDBN à Cotonou.

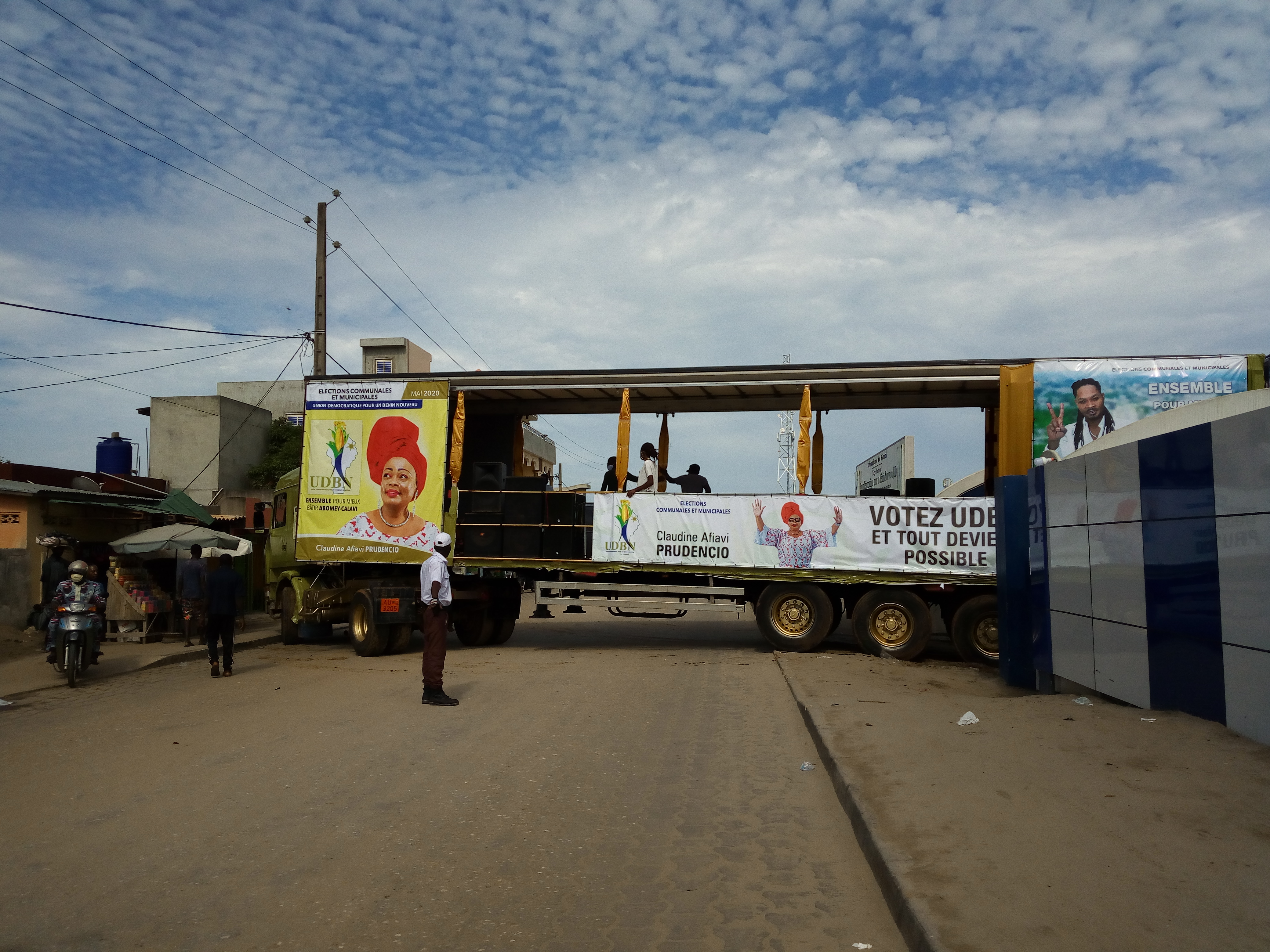
Une remorque sortant du siège du parti lors de la campagne pour les électorales municipales de 2020.

Le parti est créé en 2010 et rejoint le parlement en 2011.
En 2015, le parti participe à une alliance électorale via la bannière « L'Union fait la nation », dans le cadre des élections législatives de 2015 et des élections communales et municipales de 2015, aux côtés d'autres partis comme Alternative citoyenne et Restaurer l’espoir. Le thème principal de leur campagne électorale est d'empêcher la révision de la constitution. Cela conduit le parti à ne conserver qu'une seule députée, Claudine Prudencio, au sein de la 7e législature.
À l'issue des travaux de son 4e congrès extraordinaire, l'Union pour le développement d'un Bénin nouveau (UDBN) se reconstitue et change de dénomination pour devenir l'Union démocratique pour un Benin nouveau (UDBN). Il s'agit du premier parti béninois à se conformer à la nouvelle charte des partis politiques (loi 2018-23 du 17 septembre 2018).